# Aleksej Nikolajevič Tolstoj
Aleksej Nikolajevič Tolstoj (rusko Алексей Николаевич Толстой), ruski pisatelj, * 10. januar 1883 [O.S. 29. december 1882], Nikolajevsk, Samara, Ruski imperij (zdaj Pugačjov, Rusija), † 23. februar 1945, Moskva.
Njegova dela segajo v številne žanre, vendar so večinoma pripadala znanstveni fantastiki in zgodovinski fantastiki.
Kljub temu, da je leta 1917 nasprotoval boljševiški revoluciji, se je šest let kasneje lahko vrnil v Rusijo in zaživel privilegirano življenje kot visoko plačan pisatelj, domnevno milijonar, ki je svoje spise prilagodil liniji Vsezvezne Komunistične partije (boljševikov).

## Življenje in kariera

### Starši
Tolstojeva mati Aleksandra Leontijevna Turgenjeva (1854–1906) je bila pranečakinja Nikolaja Turgenjeva, ki je bil dekabrist, in sorodnica ruskega pisatelja Ivana Turgenjeva. Poročila se je z grofom Nikolajem Aleksandrovičem Tolstojem (1849–1900), članom aristokratske družine Tolstoj in daljnim sorodnikom Leva Tolstoja.
Aleksej je trdil, da je grof Tolstoj njegov biološki oče, kar mu je omogočilo, da se je oblikoval kot grof; ker je njegova mati imela ljubimca in zapustila moža, preden se je rodil, mu vsi sodobniki niso verjeli. Nobelov nagrajenec Ivan Bunin, ki ga je poznal kot mladeniča, je 23. februarja 1953 v svoj dnevnik zapisal: »Aldanov je rekel, da mu je sam Aljoša Tolstoj povedal, da je on, T., do 16. leta nosil priimek Bostrom, nato pa je odšel k svojemu namišljenemu očetu, grofu Niku Tolstoju in prosil, naj ga legitimizira«. Po mnenju avtorja in zgodovinarja Nikolaja Tolstoja, daljnega sorodnika:

Njegov oče je bil razuzdan konjeniški častnik, čigar hudobni ekscesi so se izkazali za preveč celo za njegove kolege huzarje. Moral je zapustiti svoj polk in obe prestolnici ter se umakniti na posestvo v Samari v Rusiji. Tam je spoznal in se poročil z Aleksandro Leontijevno Turgenjevo, živahnim dekletom iz dobre družine in vitke postave. Rodila mu je dva sinova, Aleksandra in Mstislava, ter hčer Elizabeto. Toda divja kri Tolstojevih mu ni dovolila, da bi se ustalil v obstoječi domači harmoniji. V enem letu je bil upokojeni huzar izgnan v Kostromo, ker je žalil samarskega guvernerja. Ko so končno potegnili niti, da bi uredili njegovo vrnitev, je to proslavil tako, da je nekega soplemiča izzval na dvoboj. Aleksandra se je zaljubila v Alekseja Apollonoviča Bostroma. Maja 1882 je že dva meseca noseča s četrtim otrokom pobegnila v objem svojega ljubimca. Grof je Bostromu grozil z revolverjem, a ga je sodišče oprostilo. Cerkveno sodišče je ob odobritvi ločitve razsodilo, da se kriva žena nikoli ne sme ponovno poročiti. Da bi obdržala pričakovanega otroka, je bila Aleksandra prisiljena trditi, da je to Bostromov otrok.
Znano je, da je Bostrom dečka vzgojil kot lastnega otroka na svoji družinski kmetiji v provinci Samara in da je bil v otroštvu in najstniških letih znan kot Aleksej Bostrom. Ko je bil star 13 let, je njegova mati začela tožbo, da bi ga priznali kot sina grofa Tolstoja, kar je na koncu tudi bil na svoj 17. rojstni dan, po katerem je bil upravičen, da se imenuje grof Tolstoj.

### Zgodnje življenje
Tolstojev posvojitelj je bil liberalni veleposestnik, ki je v 1860-ih podpiral osvoboditev ruskih podložnikov. Njegova mati je pisala otroške zgodbe s psevdonimom Aleksander Bostrom. Delno zaradi zavračanja s strani ruskega plemstva in Cerkve je Aleksej odraščal v neomajno ateističnem in protimonarhističnem okolju, kjer so ga spodbujali k ustvarjalnosti. Doma so ga učili starši in gostujoči učitelj do 14. leta, ko se je družina preselila v Samaro, potem ko je prodala kmetijo, in je bil vpisan v lokalno šolo.

### Sankt Peterburg
Grof Nikolaj Tolstoj je umrl leta 1900 in zapustil oporoko, iz katere je Aleksej prejel 30.000 rubljev. To mu je omogočilo, da se je preselil v Sankt Peterburg, kjer je študiral na tehnološkem inštitutu v letih 1901-06. Junija 1902 se je poročil s kolegico Julijo Rožanski, hčerko deželnega zdravnika. Njun sin Jurij se je rodil leta 1903. Po besedah Nikolaja Tolstoja se je 12. februarja 1902 udeležil študentskega protesta ob Nevskem prospektu, ki so ga razbili policija in kozaki, in se pridružil Socialdemokratski stranki, vendar se tam ne zdi, da obstajajo kak dokaz za to poročilo o njegovem študentskem radikalizmu. Izognil se je vključitvi v revolucijo leta 1905 tako, da se je februarja 1906 preselil v Dresden, da bi se vpisal na Kraljevo saško višjo šolo, potem ko je vlada začasno zaprla tehnološki inštitut.
V Dresdnu je spoznal Sofio Dymshitz (1889-1963), ki se je pred kratkim poročila z drugim študentom izseljencem po imenu Isaac Rosenfeld (1879-1978). S Tolstojem sta postala ljubimca in se vrnila v najem skupnega stanovanja v Sankt Peterburgu, kjer je ona začela slikati (njena svakinja, Bella Rosenfeld, se je poročila z Marcom Chagallom). Tolstojeva žena se je strinjala z ločitvijo, ki je bila dokončana leta 1910, Rosenfeldova pa je vedno zavračala ločitev od Dymshitza.

### Pariz
Leta 1907 je Tolstoj prekinil študij in se posvetil pisanju. Par se je leta 1907 odločil za izselitev in januarja 1908 prispel v Pariz, da bi se pridružil široki mreži emigrantov ruskih pisateljev in umetnikov, vključno z Nikolajem Gumiljovim, Valerijem Brjusovim, Konstantinom Balmontom, Andrejem Belim, Maksimilianom Vološinom. Z Gumiljovim sta izdala revijo, ki je po eni številki propadla zaradi pomanjkanja sredstev. Tolstojeva prva pesniška knjiga Lirika je izšla leta 1907 na njegove lastne stroške, a mu je bilo v kasnejšem življenju ob njej nerodno in jo je raje pozabil. Njegova druga pesniška zbirka Onkraj modrih rek (1908) je bila njegova zadnja. V pismu svojemu posvojitelju se je pritožil, da ime 'Tolstoj' pomeni, da ljudje veliko pričakujejo od njega, čeprav mu je Vološin namignil, da je to prednost. Neki mladi pesnik, ki ga je srečal, ga je zamenjal za Leva Tolstoja, ki je umrl leta 1910 v starosti 82 let.
Leta 1908 je od svoje nekdanje žene izvedel, da je njun sin umrl zaradi meningitisa. Po Nikolaju Tolstoju,

Sofija je v pobožnih uradnih spominih, objavljenih v Moskvi leta 1973, trdila, da si je Aleksej 'zelo k srcu vzel otrokovo smrt'. To je lahko vprašljivo. Oče navsezadnje ni poskušal obiskati bolnega sina pred njegovim osamljenim koncem, niti se ni vrnil na pogreb (čeprav je iz Pariza odpotoval še enkrat, poslovno v Peterburg). Kot so pokazali kasnejši dogodki, je lahko pokazal izjemno brezčutnost do posameznih članov človeške rase, ne glede na njegovo široko liberalno stališče do vrste na splošno.

### Vrnitev v Rusijo
Aleksej in Sofija sta se januarja 1909 vrnila v Sankt Peterburg. Do leta 1910 jima je njegov pisateljski uspeh omogočil, da sta se preselila v stanovanje ob Nevskem prospektu, a ker se njen mož ni hotel ločiti, se je maja 1911, ko je zanosila, vrnila v Pariz, kjer se ji je pridružil, tako da je bi bil po francoski zakonodaji lahko vpisan kot oče njune hčerke Marianne. Kasneje v tem letu so se vrnili v Sankt Peterburg, vendar so se leta 1912 preselili v Moskvo.
Poleti 1914 sta si Tolstoj in Dymshitz privoščila počitnice v Koktebelu na Krimu, kjer je srečal 17-letno balerino Margarito Kandaurovo. Nikolaj Tolstoj je leta 1983 zapisal, da je bil »razhod s Sofijo tako nenaden, kot je bil z Julijo. Na sprehodu je Aleksej pomenljivo rekel: 'Čutim, da me boš to zimo zapustila.' Sofija ni odgovorila, ampak je sprejela namig in odšla na nov obisk v Pariz. Dojenčica Marijana je bila deponirana pri teti.«
Tolstoj je upal, da se bo poročil s Kandaurovo, vendar ga je zavrnila in pred koncem leta je spoznal svojo tretjo ženo Natalijo Volkenstein, rojeno Krandinskaja, s katero je imel tri otroke.
Med prvo svetovno vojno je Tolstoj delal kot vojni dopisnik, obiskal Anglijo in Francijo ter napisal več esejev in dve igri.

### Emigrant
Tolstoj je nasprotoval boljševiški revoluciji. Da bi se rešil življenja pod boljševiško oblastjo, se je leta 1918 z družino preselil v Odeso. Potem, ko je bila bela vojska pregnana s Krima, so pobegnili v Carigrad preden so se ponovno preselili v Pariz. Nesrečen zaradi, kot je rekel, »odrezanosti od domovine« je leta 1920 napisal zgodbo Nikitino otroštvo o odraščanju izgnanca. Nikita je bil njun najstarejši otrok, rojen leta 1917, ki je začel govoriti s francoskim naglasom.
Medtem ko je živel v Franciji, je Aleksej napisal več iger in začel pisati obsežen zgodovinski roman z naslovom Pot na Kalvarijo, ki je spremljal obdobje od 1914 do 1919, vključno z rusko državljansko vojno, ki jo je končal do leta 1921. Reakcija nanj v Sovjetski zvezi je bila zelo sovražna. Vodilni boljševiški literarni kritik Aleksander Voronski, urednik Krasnaja Nov, je Tolstojevo upodobitev novega režima opisal kot »tendenciozno laž«, polno »neverjetnih banalnosti« in pisatelja grajal zaradi njegovega »grofovskega sovraštva, gosposkega prezira, zlobe, zagrenjenosti, besa.«
Do leta 1921 so Tolstoja motili galicizmi, ki so se pojavljali v govorjenem ruskem jeziku njegovega sina. Ker je Aleksej izjavil, da njegov sin postaja tujec, je družino preselil v Berlin, ki je bil takrat eno glavnih središč ruske diaspore. Tam je napisal svoj znanstvenofantastični roman Aelita in se povezal s skupino Sprememba mejnikov (Смена вех, Smena veh), katere vodilni mislec je bil Nikolaj Ustrjalov, ki so bili tudi znani nacionalboljševiki, ker so kljub svojemu nasprotovanju komunizmu priznavali, da so boljševiki združili Rusijo. Medtem ko je bil tam, je sčasoma začel sodelovati z Maksimom Gorkim pri prosovjetski reviji Nakanune. Ilja Ehrenburg se je kasneje spominjal:
V Berlinu je bilo mesto, ki je spominjalo na Noetovo barko, kjer so se čisti in nečisti mirno srečevali; imenovala se je Hiša umetnosti in je bila le običajna nemška kavarna, kjer so se ob petkih zbirali ruski pisatelji. Zgodbe je na glas bral Tolstoj ... Očitno še niso bile vse vržene. Bili so ljudje, ki so Gorkega imenovali 'polemigrant' ... Aleksej Tolstoj, obkrožen z ljudmi Spremembe mejnikov, je izmenično hvalil boljševike kot 'združevalce ruske zemlje' in se zapadal v jezno zmerjanje. Megla se je še vedno vrtinčila.

### Sovjetski dostojanstvenik
Tolstoj je maja 1923 ponovno obiskal Sovjetsko zvezo in se odločil, da se bo za stalno vrnil, saj je sklenil, da »iz emigracije ne bo nastala nobena literatura«. V svojem poslovilnem uvodniku, natisnjenem v Nakanuneju, je zapisal: »Z družino odhajam za vedno v domovino. Če so mi ljudje tukaj v tujini blizu, so moje besede namenjene njim. Ali grem k sreči? Oh, ne: Rusijo preživlja težke čase. Spet jo je zajel val sovraštva ... Odhajam domov v težko življenje«.
Zaradi njegovega porekla so ga včasih imenovali »tovariš grof« ali »Rdeči grof«.
Daleč od tega, da bi izkusil 'težko življenje' v Sovjetski zvezi; bil je zelo privilegiran sovjetski državljan, ki je uspeval pod diktatorjem Josifom Stalinom, medtem ko so bili drugi pisatelji, ki so se med državljansko vojno odločili živeti pod sovjetsko oblastjo, preganjani. Po razširjenih govoricah naj bi bil milijonar z »bančnim računom brez dna«. Ameriški novinar Eugene Lyons je opazil, kako je »skoraj sam med Rusi Tolstoj živel v baronskem slogu v razposajenem dvorcu s številnimi sobami, založenem z bogatimi starinami … celotno ozračje zrele kulture starega sveta se je zdelo kot vrnitev v skoraj pozabljeno obdobje«. Ana Andrejevna Ahmatova se je poklonila njegovi sposobnosti lagodnega življenja v kratki pesmi, napisani v dvajsetih letih prejšnjega stoletja.
Tolstoj ji ni zameril, čeprav se je zavedal, da je njegovo ime povezala z imenom opeharjenega šefa NKVD. Leta 1940 sta on in Mihail Aleksandrovič Šolohov predlagala, da bi Ahmatova prejela Stalinovo nagrado, kar bi bilo njeno prvo uradno priznanje s strani sovjetskega literarnega establišmenta, vendar je Stalin ta predlog zavrnil z vetom.
Sovjetski kritiki so nenadoma spremenili pogled na Tolstojevo delo, ko je ta razglasil svojo novo zvestobo režimu. Namesto da bi ga obsodili v Krasnaja nov, je v 1920-ih v tej reviji objavil več del kot katerikoli drug avtor razen Maksima Gorkega, začenši z Aelito. Kritik, ki je pisal v isti reviji, je Pot na Kalvarijo pohvalil kot najboljši roman, kar jih je kdaj napisal ruski emigrant.
Ko je Nadežda Mandelštam v 1960-ih objavila svoje spomine, je začela s tem zagonetnim stavkom: »Potem ko je Alekseja Tolstoja udaril po obrazu, se je M. takoj vrnil v Moskvo.« Ni pojasnila, zakaj bi njen mož Osip Mandelštam udaril Tolstoja, vendar jasno pove, da je bil Tolstoj tako dobro povezan s sovjetskimi oblastmi, da je Mandelstam pobegnil iz Leningrada, ker se je bal, da ga bodo aretirali. Po drugih virih naj bi Tolstoj predsedoval pisateljevemu 'častnemu razsodišču', ki je obravnavalo Mandelštamovo pritožbo zoper pisateljskega kolega, ki je klofutal njegovo ženo, in ugovarjal sodbi, ki je nakazovala obojestransko krivdo.
Tolstoj je bil v letih 1936-38 predsednik Zveze pisateljev ZSSR. Januarja 1937, med drugim moskovskim prirejenim sojenjem, na katerem je bilo 17 obtožencev, vključno z nekdanjimi vodilnimi boljševiki, kot sta Jurij Leonidovič Pjatakov in Karl Radek, prisiljenih priznati zločine, ki jih niso storili, je Tolstoj skupaj z drugimi pisci podpisal skupno pismo, v katerem je izjavil, da »Zahtevamo neusmiljeno kaznovanje izdajalcev, vohunov in morilcev, ki prodajajo svojo domovino.«
Leta 1937 je izdal svoj roman Kruh, ki je opeval Stalinovo vlogo pri obrambi Caricina (kasneje preimenovanega v Stalingrad, sodobni Volgograd) med državljansko vojno.
Decembra 1937 je bil Tolstoj izvoljen v vrhovni sovjet Sovjetske zveze. Leta 1939 je postal redni član Akademije znanosti ZSSR.

### Peter Veliki
Tolstoj je 16 let preučeval življenje Petra Velikega. Njegovo prvo delo na to temo je bila njegova igra iz leta 1929, Na dibe ('Na stojalu'). V 1920-ih je sovjetsko zgodovinopisje obvladoval boljševiški zgodovinar Mihail Pokrovski, ki je preziral »Petra, ki so ga pohlepni zgodovinarji imenovali veliki« kot tirana, ki je izzval vojno s Švedsko in obubožal svoje podanike. Tolstojeva igra iz leta 1929 je bila zvesta partijski liniji, saj je Petra upodabljal kot tirana, ki je »zatiral vse in vsakega, kot bi bil obseden z demoni, sejal strah in spravljal na pranger tako svojega sina kot tudi svojo državo.«
Po smrti Pokrovskega leta 1935 je partijsko vodstvo obsodilo njegovo zgodovinsko šolo in je sovjetsko gospodarstvo s petletnimi načrti začelo proces hitre industrializacije. Takrat je Tolstoj napisal radikalno drugačno dramo, Peter I., v kateri je - z izposojenim Puškinovim motom, da je 'Rusija prišla v Evropo kot splavitev ladje' - gradnja ladje, pri kateri Peter nastopa kot glavni graditelj, glavni simbol igre. Stalin je šel gledat predstavo, a je odšel pred koncem, kar je sprožilo ugibanja, da mu ni bila všeč. Kritiki so jo nato zavrgli, dokler Stalin ni poslal Tolstoju sporočila, v katerem je pisalo: »Čudovita igra. Škoda le, da Peter ni prikazan dovolj herojsko« in ga poklical k sebi, da bi mu svetoval, kako naj napiše romanizirano različico Petrovega življenja.
Prvi zvezek njegovega nedokončanega romana Peter Veliki je izšel leta 1936 in prejel Stalinovo nagrado.
Leta 1939, ko je Rusiji grozila vojna, je Tolstoj ustvaril tretjo različico svoje igre, ki je poudarjala pomen vojske in patriotizma njene pehote.

### Ivan Grozni
Decembra 1940 je Tolstoj dobil naročilo, da napiše dramo o življenju Ivana Groznega, potem ko je Centralni komite izdal navodilo, da je treba ponovno ovrednotiti Ivanovo vlogo v zgodovini. Navodilu je sledil telefonski klic Stalina, ki je Tolstoju povedal, da ima Ivan 'eno pomanjkljivost', to je, da se 'pokesa svoje krutosti.'
Po nemški invaziji se je Tolstoj preselil v Zimenki, vas vzhodno od Moskve, kjer je napisal prve prizore Orla in njegovega prijatelja, ki zajemajo leta 1553-59. Novembra 1941 je bil evakuiran v Taškent, kjer ga je zaključil februarja naslednje leto. To izvirno različico, ki naj bi bila izvedena v Malem gledališču, je prepovedal ukaz političnega vodje Rdeče armade Aleksandra Ščerbakova, ki je Stalinu poslal dopis, v katerem je pojasnil, da Tolstoj ni uspel prikazati Ivana kot »izjemnega državnika 16. stoletja«. Kljub temu uradnemu grajanju je Tolstoj leta 1943 prejel Stalinovo nagrado za Pot na Kalvarijo.
Aprila 1943 je Tolstoj dokončal Težka leta, svojo drugo igro o Ivanu, ki je zajemala leta do 1571. Junija je poslal scenarij Stalinu in se pritožil, da se Ščerbakov ni izjasnil, ali naj se igra dovoli uprizoriti. Stalin je nato prebral oba scenarija, predlagal spremembe in končne različice so bile dokončane novembra. Oba scenarija sta bila objavljena leta 1944, Orel in njegov prijatelj pa je bil premierno uprizorjen v Malem gledališču oktobra, vendar so bile kritike takšne, da so ga umaknili, naslednjo predstavo pa so predvajali teden dni po Tolstojevi smrti. Premiera Težkih let je bila odložena do leta 1946.

### Vojni čas
Novembra 1942 je bil Tolstoj imenovan za člana izredne državne komisije, ustanovljene za preiskavo grozodejstev, ki so jih na sovjetskem ozemlju zagrešili nemški okupatorji in njihovi zavezniki. Med nürnberškimi procesi je sovjetski tožilec Lev Smirnov posmrtno pripisal Tolstoju, da je vodil ekipo, ki je preiskovala vojne zločine, storjene v Stavropolu, in prva nedvoumno ugotovila, da so nacisti za genocid uporabljali plinske kombije.
Decembra 1943 je bil Tolstoj eden od kontingenta sovjetskih in tujih novinarjev, ki so bili poslani v Harkov, da bi poročali o prvem sojenju za vojne zločine, na katerem so bili trije Nemci in sovjetski sodelavec obsojeni na smrt. Ilja Ehrenburg, ki je prav tako pokrival sojenje, je kasneje zapisal: »Nisem šel na trg, kjer naj bi obesili obtožene. Tolstoj je rekel, da mora biti prisoten: ni čutil pravice, da bi se temu izognil. Po usmrtitvi se je vrnil bolj črn od noči«.
Januarja 1944 je bil Tolstoj imenovan za člana posebne komisije, ki naj bi jo politbiro zadolžil za preiskavo pokola 22.000 poljskih častnikov v Katinskem gozdu, ki so bili ujeti, ko je Sovjetska zveza v letih 1939-1940 okupirala vzhodni del Poljske po paktu z nacistično Nemčijo. Januarja 1944 je imel tiskovno konferenco za tuje novinarje, na kateri je skupaj z drugimi člani komisije zatrdil, da so častnike avgusta in septembra 1941 pobili Nemci. Poročilo posebne komisije je predložila sovjetska tožilska skupina na nürnberškem procesu, a ni bilo vključeno v sodbo, v 1980-ih pa so Sovjeti z zamudo priznali, da je Stalin ukazal poboj v Katinu. Kot glavni govornik na tiskovni konferenci januarja 1944 je Tolstoj odigral pomembno vlogo pri zagotavljanju, da se je o sovjetski različici pokola v Katinu – za katero je zdaj znano, da ni laž – obširno poročalo v ZDA in Veliki Britaniji.

## Zapuščina
Tolstoj velja za avtorja nekaterih najzgodnejših del znanstvene fantastike v ruskem jeziku. Njegova romana Aelita (1923) o potovanju na Mars in Hiperboloid inženirja Garina (1927) sta dosegla izjemno javno popularnost. Po Aeliti je leta 1924 nastal pionirski znanstvenofantastični film. Njegova kratka zgodba o nadnaravnem, Grof Cagliostro, naj bi navdihnila film Formula ljubezni iz leta 1984.
Napisal je tudi več knjig za otroke, začenši z Nikitinim otroštvom, nepozabno pripovedjo o njegovih zgodnjih letih (včasih zmotno menijo, da knjiga govori o njegovem sinu Nikiti; v resnici pa je to ime uporabil samo zato, ker mu je bilo najljubše – in kasneje ga je dal svojemu najstarejšemu sinu). Leta 1936 je ustvaril priredbo znane italijanske pravljice o Ostržku z naslovom Buratinove dogodivščine ali Zlati ključ, katere glavni junak Buratino je hitro postal zelo priljubljen med sovjetskim ljudstvom. Ustvarjalka Moskovskega otroškega gledališča Natalija Sats ga je več mesecev prepričevala, naj napiše delo, in ga končno pridobila tako, da je njegovi ženi priskrbela tuje modne revije.
Osumljen je tudi, da je glavni avtor klevetniške in delno pornografske literarne goljufije z naslovom Dnevnik Virubove, ki je bila objavljena leta 1927 po navodilih oblasti, da bi diskreditirala rusko kraljevo družino. Ana Virubova je bila dvorna dama cesarice Aleksandre, soproge Nikolaja II., o kateri so krožile škandalozne govorice o spolnih odnosih z Rasputinom ali s carjem ali njegovo soprogo, kar je vse zanikala, ko je bila aretirana po revoluciji. 'Dnevnik' je bil »vulgaren in umazan ponaredek«.
Leta 1974 je sovjetska astronomka Ljudmila Žuravljova odkrila manjši planet in ga po rdečem grofu poimenovala 3771 Aleksejtolstoj.